# Hunderenveld
Hunderenveld is een Brusselse tram- en bushalte van de MIVB aan de rand van Berchem. De halte is gelegen op het Hunderenveldplein dat hem zijn naam gaf. Aanliggende straten zijn de Hunderenveldlaan, de Brusselstraat (Vlaams-Brabant), de Koning Albertlaan, de Groot-Bijgaardenstraat, de Potaardestraat en de Kattestraat.
De tramhalte bevindt zich in het midden van het grote plein, dat wordt doorsneden door de sporen van tramlijn 9 die in het midden een stop maakt. Tramlijn 9 verbindt Groot-Bijgaarden met het metrostation en tramhalte Koning Boudewijn.  Aan de zijkant van het Hunderenveldplein is de stop van lijn 355, buslijn 87 en buslijn 20. 
Hunderenveld is ook de begin/eindhalte van MIVB-buslijn 20 die van Hunderenveld naar de Noordstation rijdt. Ook de buslijn 355 van De Lijn die van Liedekerke Station naar Brussel-Noord rijdt maakt een stop aan Hunderenveld. En ook MIVB-buslijn 87 die van Beekkant naar Simonis gaat, stopt ook aan Hunderenveld.
Tot en met 5 juli 2024 werd de halte bediend door lijn 19 voor dit deeltraject de dag nadien door lijn 9 werd overgenomen.